# Helen Schnabel
Helen Schnabel (New York, 22 luglio 1911 – Lago di Como, 29 settembre 1974) è stata una pianista e docente statunitense. Era sposata al pianista Karl Ulrich Schnabel.

## Biografia
Helen Fogel nacque a New York e crebbe nel Bronx. Fece il suo debutto alla Carnegie Hall quando aveva nove anni. Negli anni successivi si esibì alla radio e tenne recital a New York. A 21 anni si diplomò alla Juilliard School, dove tra i suoi insegnanti figuravano Manfred Malkin e Alexander Siloti.
Tra il 1934 e il 1938 studiò con Artur Schnabel a Tremezzo, sul Lago di Como in Italia. Lì conobbe Karl Ulrich Schnabel, che sposò nel 1939; la loro figlia Ann nacque nel 1941.
La coppia iniziò l'ensemble a quattro mani Piano Duo Schnabel. Si esibirono alla radio e diedero concerti in Canada e negli Stati Uniti e, dopo la fine della Seconda Guerra Mondiale, in Europa. Tennero cinque concerti con orchestra all'Holland Festival nel 1956, suonarono al Festival di Edimburgo nel 1972 e, dal 1948, tennero corsi di perfezionamento a Tremezzo in estate.
Helen Schnabel si esibì anche come solista. Dal 1940 insegnò alla Dalcroze School of Music di New York. Morì di cancro al Lago di Como nel 1974.

## Discografia

### Piano solista
- Artur Schnabel: Concerto per Piano e Orchestra (Intermezzo e Rondo), F. Charles Adler, Direttore, Vienna Orchestra; Seven Piano Pieces; Reverie; Songs, Erika Francoulon, Soprano. Helen Schnabel Plays Artur Schnabel (CD: TownHall Records THCD-65)
- Beethoven: Concerto per Piano e Orchestra, No. 6, Op. 61 — F. Charles Adler, Direttore, Vienna Orchestra; Weber: Sonata in E Minor, Op. 70, No. 4; Malipiero: Poemi Asolani. Helen Schnabel Plays Beethoven, Weber, e Malipiero (CD: TownHall Records THCD-66)
- Bach, C.P.E.: Piano Concerto in D Major. Vienna Philharmonia Orchestra. F. Charles Adler, Direttore. Trio per Flauto, Violino e Piano. Camillo Wanausek, Flauto; Walter Schneiderhahn, Violino; Helen Schnabel, Piano. (LP: SPA Records, SPA-37)
- Beethoven: Concerto per Piano e Orchestra D Major, No. 6, Op. 61. Vienna Orchestra. F. Charles Adler, Direttore. (LP: SPA Records, SPA-45)
- Beethoven: Concerto per Piano e Orchestra, Op. 61A. Vienna Orchestra. F. Charles Adler, Direttore. (CD: Somerset Recordings, SCD 10001)
- Weber: Sonata in E Minor, Op. 70, No. 4. Malipiero: Poemi Asolani. (LP: SPA Records, SPA-15)
- Schnabel, Artur: Seven Piano Pieces; Reverie. Piece in Seven Movemements. Dika Newlin, piano. (LP: SPA Records, SPA-13)
- Schnabel, Artur: Concerto per Piano e Orchestra. Vienna Orchestra, F. Charles Adler, Direttore. (LP: SPA Records, SPA-55)

### Con Karl Ulrich Schnabel, piano
- Helen e Karl Ulrich Schnabel – Un Piano, Quattro mani; Mozart, Dvorak, Schubert, Weber, Bizet, Mendelssohn, Brahms. (CD: TownHall Records THCD19A-B)
- Helen e Karl Ulrich Schnabel – Le incisioni a quattro mani degli anni '50, Vol. 1. Bizet, Debussy, Schubert, Mozart. (CD: TownHall Records THCD76A-B)
- Helen e Karl Ulrich Schnabel – Le incisioni a quattro mani degli anni '50, Vol. 2. Mozart, Brahms, Schubert, Mendelssohn, Weber. (CD: TownHall Records THCD77A-B)
- Schubert: Sonata in Si bem. magg., Op. 30; Quattro Polonesi, D. 824. (LP: SPA 49)
- Mendelssohn: Allegro brillante; Andante e Variazioni. Weber: Five Pieces, Op. 10, No. 5 e Op. 60, Nos. 5, 6, 7 e 8. (LP: SPA 50)
- Mozart: Concerto per due Piani in Mi bem., K. 365; Concerto per tre Piani in Fa, K. 242 (con Ilse von Alpenheim, piano). Vienna Symphony Orchestra, diretta da Bernhard Paumgartner. (LP: Epic LC 3259)
- Mozart: Sonata in Re maggiore, K. 448. Sonata in Re maggiore, K. 381. Tema con variazioni in G Major, K. 501. (LP: Philips A 00326)
- Schubert: Four Polonaises, D. 824. Debussy: Epigraphes antiques, Nos. 1, 2 e 4. (LP: Philips NBE 11004; Philips 402024 E)
- Schubert: Otto Variazioni in La bem., D. 813. Quattro variazioni in Si bemolle, D. 603. Otto variazioni in Do, D. 908. (LP: Philips 06046 R)
- Schubert: Fantasia in Fa Minore, D. 940. Brahms: Danze ungheresi nn. 4, 3, 2, 11, 1, 12, 13 e 17. (LP: Philips N 00255 L, Epic LC 3183)
- Mozart: Sonata in do maggiore, K. 521. Dvorák: Legend op. 59, n. 4. Schubert: Fantasia in fa minore op. 103. Weber: Rondo e Adagio. Schubert: Sonata in si bemolle maggiore op. 30. Mozart: Andante con Variazioni in Sol maggiore, K. 501. Bizet: Cinque pezzi da "Jeux d'enfants" op. 22. Mendelssohn: Andante tranquillo con variazioni, op. 83a. Brahms: due danze ungheresi. (LP: Sheffield/Town Hall, Album S-19, ACM158A-B, ACM159A-B)

### Con Artur Schnabel, Therese Behr Schnabel e Karl Ulrich Schnabel
- Gli Schnabel: un'eredità musicale, registrazioni storiche non pubblicate e perse. Mozart, Schumann, Schubert, Carl Philipp Emanuel Bach, J.S. Bach, Mendelssohn, Paradisi. (CD: TownHall Records THCD74A-B)